# Olive Kitteridge (sèrie de televisió)
Olive Kitteridge és una minisèrie del 2014 de quatre hores de durada basada en la novel·la del mateix nom publicada el 2008 per Elizabeth Strout. Ambientada a l'estat de Maine, és protagonitzada per Frances McDormand, Richard Jenkins, Zoe Kazan i Bill Murray. La minisèrie està dividida en quatre parts, cadascuna de les quals ens mostra un moment concret de la història de la protagonista.
Olive Kitteridge es va estrenar als Estats Units el 2 de novembre de 2014, pel canal HBO. Els dos primers episodis es van projectar aquella mateixa nit i els altres dos la nit següent. En la 67º Cerimònia dels Premis Emmy, la minisèrie va guanyar vuit premis, inclòs el Primetime Emmy a millor minisèrie.

## Argument
Olive Kitteridge és una mestra retirada, misantrópica i estricta però benintencionada, que viu als afores del poble (fictici) de Crosby, Maine. Està casada amb Henry Kitteridge, un home amable i considerat, amo d'una farmàcia al poble. Tenen un fill problemàtic, Christopher, de professió podòleg. Durant 25 anys, Olive experimenta problemes de depressió, recança, gelosia i friccions amb amics i familiars.

## Repartiment
- Frances McDormand com Olive Kitteridge
- Richard Jenkins com Henry Kitteridge
- Zoe Kazan com Denise Thibodeau
- Rosemarie DeWitt com Rachel Coulson
- Martha Wainwright com Angela O'Meara
- John Gallagher, Jr. com Christopher Kitteridge (adult)
- Devin Druid com Christopher Kitteridge (13 anys)
- John Mullen com Kevin Coulson (13 anys)
- Cory Michael Smith com Kevin Coulson (adult)
- Ann Dowd com Bonnie Newton
- Jesse Plemons com Jerry McCarthy
- Bill Murray com Jack Kennison
- Peter Mullan com Jim O'Casey
- Rachel Brosnahan com Patty Howe
- Brady Corbet com Henry Thibodeau
- Maryann Urbano com Linda Kennison
- Libby Winters com Suzanne
- Patricia Kalember com Joyce
- Audrey Marie Anderson com Ann
- Donna Mitchell com Louise Larkin
- Frank L. Ridley com Mr. Thibodeau

## Recepció
Olive Kitteridge ha rebut elogis generalitzats dels crítics, particularment pel seu guió, cinematografia i direcció, així com per l'actuació de Frances McDormand  i els seus co-protagonistes, Richard Jenkins i John Gallagher, Jr. A Rotten Tomatoes té una acceptació del 95% sobre la base de 42 crítiques amb una puntuació mitjana de 8.4 sobre 10. El consens crític escriu: "La narrativa lenta de Olive Kitteridge realça les fascinants actuacions -- i una història digna del material original." A Metacritic, per la seva banda, va obtenir una aprovació de 89 sobre 100, basat en 34 crítiques, indicant "aclamació universal".

## Premis i nominacions
| Any  | Premi                                       | Categoria                                                    | Nominat                     | Resultat | Ref. |
| ---- | ------------------------------------------- | ------------------------------------------------------------ | --------------------------- | -------- | ---- |
| 2015 | Premis Eddie                                | Millor muntatge per miniserie o pel·lícula per a televisió   | Jeffrey M. Werner           | [ 6 ]    |      |
| 2015 | Premis del Sindicat de Directors            | Millor direcció en minisèrie o pel·lícula per a televisió    | Lisa Cholodenko             | [ 7 ]    |      |
| 2015 | Globus d'Or                                 | Millor minisèrie o telefilm                                  | Millor minisèrie o telefilm | [ 8 ]    |      |
| 2015 | Globus d'Or                                 | Millor actriu de minisèrie o telefilm                        | Frances McDormand           | [ 8 ]    |      |
| 2015 | Globus d'Or                                 | Millor actor de repartiment de sèrie, minisèrie o telefilm   | Bill Murray                 | [ 8 ]    |      |
| 2015 | Premis Satellite                            | Millor minisèrie                                             | Millor minisèrie            | [ 9 ]    |      |
| 2015 | Premis Satellite                            | Millor actor - Minisèrie o telefilm                          | Richard Jenkins             | [ 9 ]    |      |
| 2015 | Premis Satellite                            | Millor actriu - Minisèrie o telefilm                         | Frances McDormand           | [ 9 ]    |      |
| 2015 | Premis Satellite                            | Millor actriu de repartiment - Minisèrie o telefilm          | Zoe Kazan                   | [ 9 ]    |      |
| 2015 | Annex:Premis del Sindicat d'Actors 2014     | Millor actor de televisió - Minisèrie o telefilm             | Richard Jenkins             | [ 10 ]   |      |
| 2015 | Annex:Premis del Sindicat d'Actors 2014     | Millor actriu de televisió - Minisèrie o telefilm            | Frances McDormand           | [ 10 ]   |      |
| 2015 | Premis del Sindicat de Guionistes d'Amèrica | Millor minisèrie o pel·lícula per a televisió – Guió adaptat | Jane Anderson               | [ 11 ]   |      |
| 2015 | Premis de la Crítica Televisiva             | Millor Minisèrie                                             | Millor Minisèrie            | [ 12 ]   |      |
| 2015 | Premis de la Crítica Televisiva             | Millor actor en pel·lícula/minisèrie                         | Richard Jenkins             | [ 12 ]   |      |
| 2015 | Premis de la Crítica Televisiva             | Millor actriu en pel·lícula/minisèrie                        | Frances McDormand           | [ 12 ]   |      |
| 2015 | Premis de la Crítica Televisiva             | Millor actor de repartiment en pel·lícula/minisèrie          | Bill Murray                 | [ 12 ]   |      |
| 2015 | Premis de la Crítica Televisiva             | Millor actor de repartiment en pel·lícula/minisèrie          | Cory Michael Smith          | [ 12 ]   |      |
| 2015 | Premis Primetime Emmy                       | Millor minisèrie                                             | Millor minisèrie            | [ 13 ]   |      |
| 2015 | Premis Primetime Emmy                       | Millor actor - Minisèrie o telefilm                          | Richard Jenkins             | [ 13 ]   |      |
| 2015 | Premis Primetime Emmy                       | Millor actriu - Minisèrie o telefilm                         | Frances McDormand           | [ 13 ]   |      |
| 2015 | Premis Primetime Emmy                       | Millor actor de repartiment - Minisèrie o telefilm           | Bill Murray                 | [ 13 ]   |      |
| 2015 | Premis Primetime Emmy                       | Millor actriu de repartiment - Minisèrie o telefilm          | Zoe Kazan                   | [ 13 ]   |      |
| 2015 | Premis Primetime Emmy                       | Millor direcció - Minisèrie o telefilm                       | Lisa Cholodenko             | [ 13 ]   |      |
| 2015 | Premis Primetime Emmy                       | Millor guió - Minisèrie o telefilm                           | Jane Anderson               | [ 13 ]   |      |